# 束景南
束景南（1945年—2024年5月22日），江蘇省丹陽市人，中國學者，浙江大學古籍研究所教授。

## 生平
1968年南京大學歷史系畢業，1978年入復旦大學中文系，師從蔣天樞先生，1981年獲文學碩士學位，至蘇州大學中文系任教，1992年晉升為教授。1995年至浙江大學任教，現為浙江大學人文學院古籍所、宋學研究中心教授，浙江省特級專家。束景南教授從事文史哲多學科的研究，主要興趣為宋明理學、經學、易學、佛教與道教文化，長於朱熹研究，出版多部專著，其中《朱子大傳》一書與1992年獲中國圖書獎。

## 主要著作
- 《朱子大傳》，商務印書館，2003；福建教育出版社，1992
- 《朱熹年譜長編》（二卷），華東師範大學出版社，2001
- 《朱熹佚文輯考》，江蘇古籍出版社，1991
- 《中華太極圖與太極文化》，蘇州大學出版社，1994
- 《論莊子哲學體系的骨架》，廣西師範大學出版社，2003
- 《陽明佚文輯考編年》，上海古籍出版社，2011即出